# Jessica Roberts
Jessica Roberts (* 11. April 1999 in Carmarthen) ist eine britische Radsportlerin, die Rennen auf Bahn und Straße bestreitet.

## Sportliche Laufbahn
Jessica Roberts begann mit dem Radsport beim örtlichen Klub Towy Riders. Mit einer Gruppe von Klubkameraden trainierte sie im Wales National Velodrome im 120 Kilometer entfernten Newport. Obwohl sie anfangs wegen der steilen Kurven etwas ängstlich war, bekam sie Spaß am Bahnradsport. Zunächst fuhr sie auf der Straße, bei Querfeldeinrennen und auf dem Mountainbike, konzentrierte sich aber schließlich auf Straße und Bahn.
2016 startete Roberts bei den Bahnweltmeisterschaften der Junioren und gewann die Silbermedaille im Punktefahren. Im selben Jahr errang sie bei den  Bahneuropameisterschaften zwei Mal Bronze, im Omnium und in der Mannschaftsverfolgung. Bei den Straßeneuropameisterschaften belegte sie im Einzelzeitfahren der Junioren Rang vier. 2017 hatte sie einen weiteren Erfolg auf der Straße, als sie eine Etappe der Healthy Ageing Tour der Juniorinnen gewann.
2018 wurde Roberts britische Meisterin der Elite in der Mannschaftsverfolgung und errang zwei Medaillen bei den U23-Europameisterschaften auf der Bahn. Im Juli des Jahres wurde sie im Alter von 19 Jahren britische Straßenmeisterin. Im Herbst gewann sie gemeinsam mit Katie Archibald, Emily Kay, Laura Kenny und Emily Nelson die Mannschaftsverfolgung beim Lauf des Bahnrad-Weltcups in Berlin. Im Frühjahr 2019 entschied sie zwei Etappen der Tour de Bretagne Féminin für sich.
Auf der Bahn hatte Jessica Roberts 2019 weitere Erfolge: Bei den Europaspielen errang sie mit Megan Barker Gold im Zweier-Mannschaftsfahren sowie mit Barker, Jennifer Holl und Josie Knight Silber in der Mannschaftsverfolgung. Sie wurde U23-Europameisterin im Omnium und nationale Meisterin in der Mannschaftsverfolgung. 2024 wurde sie für die Olympischen Spiele in Paris nominiert, wo sie mit dem Team die Bronzemedaille in der Mannschaftsverfolgung gewann.

## Familie
Jessica Roberts ist eine jüngere Schwester der Radsportlerin Amy Roberts.

## Ehrungen
2016 wurde Roberts als Hoy Future Star ausgezeichnet.

## Erfolge

### Bahn
2016
- Junioren-Weltmeisterschaft – Punktefahren
- Junioren-Europameisterschaft – Omnium, Mannschaftsverfolgung (mit Eleanor Dickinson, Lauren Dolan und Rebecca Raybould)

2018
- Weltcup in Berlin – Mannschaftsverfolgung (mit Katie Archibald, Emily Kay, Laura Kenny und Emily Nelson)
- U23-Europameisterschaft – Zweier-Mannschaftsfahren (mit Megan Barker), Mannschaftsverfolgung (mit Jenny Holl, Rebecca Raybould und Megan Barker)
- Britische Meisterin – Mannschaftsverfolgung (mit Abigail Dentus, Jenny Holl und Rebecca Raybould)

2019
- Britische Meisterin – Mannschaftsverfolgung (mit Anna Docherty, Jenny Holl, Rebecca Raybould und Ellie Russell)
- Europaspielesiegerin – Zweier-Mannschaftsfahren (mit Megan Barker)
- Europaspiele – Mannschaftsverfolgung (mit Megan Barker, Jennifer Holl und Josie Knight)
- U23-Europameisterin – Omnium

2022
- Europameisterschaft – Scratch
- Weltmeisterschaft – Scratch

2023
- Britische Meisterin – Scratch, Mannschaftsverfolgung (mit Madelaine Leech, Ella Barnwell und Grace Lister)
- Nations Cup in Milton – Mannschaftsverfolgung (mit Katie Archibald, Anna Morris, Megan Barker und Josie Knight)

2024
- Europameisterschaften – Mannschaftsverfolgung (mit Josie Knight, Neah Evans, Anna Morris und Megan Barker)
- Europameisterschaften – Ausscheidungsfahren
- Nations Cup in Milton – Mannschaftsverfolgung (mit Katie Archibald, Neah Evans, Megan Barker und Josie Knight)
- Olympische Spiele – Mannschaftsverfolgung (mit Elinor Barker, Anna Morris und Josie Knight)
- Weltmeisterin – Mannschaftsverfolgung (mit Megan Barker, Josie Knight, Anna Morris und Katie Archibald)
- Weltmeisterschaft – Omnium

### Straße
2017
- eine Etappe Healthy Ageing Tour (Juniorinnen)

2018
- Britische Meisterin – Straßenrennen

2019
- zwei Etappen Tour de Bretagne Féminin